# Мечеть Лулуа
Мечеть Лулуа (араб. مسجد اللؤلؤة) розташована в Каїрі, столиці Єгипту, і була побудована в 1015-1016 роках. Також відома під багатьма схожими назвами. Мечеть була побудована під час правління третього фатімідського халіфа аль-Хакіма в фатімідському архітектурному стилі. Мечеть була частково зруйнована в 1919 році, але пізніше була відновлена в 1998 році мусульманською громадою Давуді Бохра. Вона розташована біля південного кладовища в пагорбах Мокаттам.

## Розташування
Мечеть розташована поруч з південним кладовищем у пагорбах Мокаттам, гряді низьких пагорбів на схід від Каїра. Вона володіє середньою висотою 180 метрів з найвищою вершиною в 213 метрів над рівнем моря. Він поділяється на три ділянки. Найвищий з них — це низькогірний рельєф, званий горою Мокаттам. У Середновіччя він відігравав роль важливого кар'єру для видобутку вапняку, який використовувався при будівництві мечетей і церков. Мечеть Лулуа також була зведена з цього вапняку. Вона знаходиться недалеко від цього пагорба.

## Історія
Халіф Єгипту Аль-Хакім (996-1021), третій з династії Фатімідів, звів цю мечеть серед багатьох інших невеликих мечетей, побудованих на пагорбах Мокаттам. За переказами аль-Хакім ночами відвідував мечеть один, щоб молитись
. Одного разу він заблукав у пагорбах, дивним чином блукаючи вночі; його плащ був знайдений з кинджалом, захованим в ньому. Назва мечеті перекладається як «перлина», так як мечеть зовні була багато прикрашена і блищала.

## Опис
Фатімідська мечеть була побудована на вапняковому виступі, що ненадійно здіймається як окремий компонент гірського хребта. Оголений вапняк утворив фундамент споруджуваної мечеті. Вона була побудована в унікальному фатімідському архітектурному стилі. Це одна з ранніх мечетей, побудованих в Єгипті, представляє типовий фатімідський архітектурний стиль, що включав в себе портали з невеликими виступами, міхраби і стіни кібли (покриті орнаментом), увінчані куполами, що вказують на місце поклоніння, колонні веранди з потрійними або кілевидними арками, фасад з написами. Мечеть Лулуа спочатку складалася з триповерхової баштової споруди, побудованої за прямокутного плану. Перший поверх був частково викопаний з пагорба. Він був бочкоподібним, склепінчастим з потрійним арочним входом, простою кіблою (міхрабом) на задній стіні на кожному поверсі (кілька кібл в одній мечеті — унікальна особливість цієї мечеті) і був побудований з вапняку з щебенем. Верхні поверхи були побудовані з цегли, а внутрішні стіни оштукатурені. Один з цих верхніх поверхів також мав потрійний арочний вхід; арки були зведені з цегли і каменю. На середньому поверсі, зі склепінчастою бочкою, ззаду була прикрашена кіблою (міхрабом) і одним прямокутним вікном. На верхньому поверсі було два відділення, кожне з одним вікном. Склепіння на верхніх поверхах були побудовані з цегли.
Перше повідомлення про реконструкцію мечеті датується XVI століттям. Після того, як її фасад і склепіння впали в 1919 році, мечеть була відремонтована індійською мусульманською громадою Давуді Бохра в кінці 1990-х років.
Поруч з мечеттю була також зведена мансара, яка використовувалася як гостьовий будинок для іноземних гостей і згодом була перетворена в заїжджий двір для торговців, які прибувають з інших країн.